# 水祝い
水祝い（みずいわい）は、日本の風習で、婚礼の際に、または結婚後最初の正月に、新郎または新婦または新郎新婦に水を浴びせかける民俗儀礼。
ほとんど全国的に行われていた。その起源は、古くは月経を婦人語で「火」といい、水は火を消すから、火止まる、すなわち新婦の月経が早く止まって、「ひとうまる」（人生まる）ともじったのであり、安産を祈り願い、子孫繁昌を祝福するために行われたと伝えられる。しかしこの説は後代の説明で、より古い信仰に基づくと考えられる。
水祝いの文献初出は、『後宮名目』であり、白河院中宮藤原賢子が入内して、承暦元年（1077年）正月、妊娠の気色とて、父藤原師実の参内の時、ふと水を天皇にうちかけた。天皇はことのほか驚いたところ、ものになれた弁内侍がまかり出て、当意即妙に、これは中宮火どまりの料に、師実がお祝いしたのだと言い、その場をつくろった。これが例となり、建武のころ（14世紀中頃）には、結婚後初めての正月、上下ともに水祝いといって、新婦に水をかける行事が行われるようになったという。「是は夫の方にて祝ふことには侍らず、妻の家にて親のいははせ給ふことにて侍る也」とあり、この書の成ったころには、里方の親が祝うようになっていた。
『滑稽雑談』巻1（正徳3年＝1713年、四時堂其諺の著）には、「和俗の去年新に娶りし男に、歳首水を祝ふとて、水を浴することあり。是を水いはひ水かけなどいふ。往昔はなき事也。永禄の比（16世紀後半）、管領三好が家臣松永弾正が姪女を我家の寵臣に妻合せし時に、此たはぶれなし初めしとかや。年わかき輩血気盛たるに任せて此戯をなし、身をそこなひて或は口論闘諍に及ぶ事侍る、慎で相止め強て好むべからず」とあるが、これで松永氏の活躍した室町時代末期に水祝いが盛んですでにその弊害があったことが知れる。
江戸時代においても盛んであったことは諸書にみえて、禁制さえ出された。『篗纑輪』（宝暦2年、1752年）には「水祝のこと昔東武に盛にありて、互に怨讐含む基となり、喧嘩闘争止まず、依て近世厳禁となりて水浴せの名のみ人知れり」といい、水祝いの風習は江戸から消えた。しかしこれは江戸などの幕府の禁令の厳格な地だけで、各地では盛んに行われた。
後代になって異性を独占する者に対する懲罰、いわゆる「婿いじめ」、「嫁いじめ」の意味が濃くなった。